# Saeed al-Khaldi
Saeed al-Khaldi (* 19. September 1998) ist ein bahrainischer Leichtathlet, der sich auf den Sprint spezialisiert hat.

## Sportliche Laufbahn
Erste internationale Erfahrungen sammelte Saeed al-Khaldi im Jahr 2015, als er bei den Jugendweltmeisterschaften in Cali mit 10,83 s im Halbfinale im 100-Meter-Lauf ausschied. 2017 siegte er mit der bahrainischen 4-mal-100-Meter-Staffel in 39,55 s bei den Islamic Solidarity Games in Baku und belegte mit der 4-mal-400-Meter-Staffel in 3:11,11 min den vierten Platz. Im Jahr darauf schied er bei den Asienspielen in Jakarta mit 10,67 s im Halbfinale über 100 Meter aus und verpasste mit der 4-mal-100-Meter-Staffel mit 39,67 s den Finaleinzug. 2022 gewann er bei den Islamic Solidarity Games in Konya in 39,01 s die Silbermedaille mit der Staffel hinter dem türkischen Team und im Jahr darauf siegte er in 10,22 s über 100 Meter bei den Panarabischen Spielen in Algier und gewann dort in 40,19 s die Silbermedaille mit der Staffel hinter dem Team aus dem Oman. Ende September belegte er bei den Asienspielen in Hangzhou in 10,15 s den fünften Platz über 100 Meter und wurde in 20,88 s auch Fünfter im 200-Meter-Lauf.

## Persönliche Bestzeiten
- 100 Meter: 10,19 s (+2,0 m/s), 30. September 2023 in Hangzhou
- 200 Meter: 20,61 s (+0,8 m/s), 1. Oktober 2023 in Hangzhou